# Convenção constitucional nos Estados Unidos
Nos Estados Unidos, todos os estados possuem o direito de realizar convenções constitucionais - sejam limitadas ou gerais. Estas convenções são propostas geralmente por uma das câmeras do Poder Legislativo do estado, aprovadas pela maioria (51%, 60% ou 67%, dependendo do estado) dos membros de ambas as câmeras do Legislativo e então pela maioria (51%) da população do estado. Vários estados americanos permitem que a população, através de abaixo-assinados (com um mínimo de assinaturas, geralmente entre 5% a 10% da população eleitoral), e então aprovadas pela maioria dos membros de ambas as câmeras do Legislativo e pela população.